# Basil Kirchin
Basil Kirchin (Blackpool, 8 agosto 1927 – Kingston upon Hull, 18 giugno 2005) è stato un batterista e compositore inglese.
Si specializzò nella musica per sonorizzazioni, nelle colonne sonore, nel jazz e in quella elettronica per nastri manipolati. Diversi artisti, tra cui Brian Eno, Nurse with Wound e i Broadcast, hanno affermato di essersi ispirati a Kirchin.

## Biografia

### Gioventù e primi anni di carriera
Kirchin nacque nel 1927 a Blackpool da Lilian Kay Kirchin (Walters) e il bandleader Ivor Kirchin (Isaac Kirchinsky). Iniziò la sua carriera di musicista all'età di tredici anni, quando entrò nella big band del padre, che suonava otto ore al giorno al Paramount di Tottenham Court Road, a Londra. Nel medesimo periodo, a causa dei bombardamenti tedeschi del 1940-1941, fu costretto a trovare rifugio nella metropolitana di Warren Street. Al termine della guerra, Basil Kirchin lasciò la formazione per entrare nel gruppo di Harry Roy, Teddy Foster, Jack Nathan e Ted Heath; nel 1951 tornò a suonare assieme al padre. Negli anni cinquanta, Basil Kirchin faceva parte della Kirchin Band, altra orchestra jazz i cui primi dischi furono prodotti da George Martin e pubblicati dalla Parlophone. Kirchin decise di voltare pagina nel 1957, quando il successo del rock and roll e dello skiffle portarono alla decadenza del jazz per piccola orchestra.
Intorno al 1957, Kirchin andò a vivere per cinque mesi a Belur Math, in India, per realizzare i suoi bisogni spirituali. Nell'ottobre 1959 andò a Sydney con la moglie Theresa. Giunto via mare nella città australiana, mentre venivano scaricati i bagagli, una cinghia si ruppe e tutto ciò che aveva portato con sé, comprese le registrazioni della Kirchin Band, finirono in mare e non vennero più ritrovati. Il fatto lo farà soffrire per il resto della sua vita.

### Anni 1960 - anni 1970
Kirchin tornò nel Regno Unito nella primavera del 1961. Abbandonato il jazz tradizionale, compose musiche per film veri (Prendeteci se potete, 1965; La porta sbarrata, 1967; The Strange Affair, 1968; I Start Counting, 1970; L'abominevole dr. Phibes, 1971) e immaginari, così come quelle per programmi televisivi, documentari e produzioni teatrali. Partecipò all'album The Keating Sound (1966) di Johnny Keating. Kirchin fu anche uno dei primi britannici ad adottare il registratore a nastro come uno strumento, come confermano i paesaggi sonori per strumenti tradizionali e suoni pre-registrati animali e umani, a cui iniziò a lavorare nel 1964 e a cui diede il nome di Worlds Within Worlds. A tali registrazioni viene attribuito il merito di aver anticipato la musica d'ambiente di Brian Eno. Queste tracce verranno raccolte in due album usciti nel 1971 e nel 1973. Nel 1973, il compositore registrò il controverso Quantum, in cui si serve delle voci di bambini affetti da autismo (la moglie Esther lavorava in una scuola svizzera per bambini che soffrivano di tale patologia). In seguito, il compositore non registrò più alcun album in studio e decise di concentrarsi principalmente sulla musica per il cinema e la televisione (sua è la colonna sonora di The Mutations del 1974).

### Ultimi anni di vita
Kirchin trascorse gli ultimi anni della sua vita a Hull prima di morire di cancro nel 2005. Nello stesso periodo, la Trunk Records di Jonny Trunk pubblicò i suoi album Quantum (2003), Abstractions of the Industrial North (2005) e Particles (2007).

## Discografia

### Album in studio
- 1968 – States of Mind
- 1970 – Charcoal Sketches
- 1971 – Worlds Within Worlds: Part 1 – Integration/Part 2 – The Human Element
- 1973 – Worlds Within Worlds: Part 3 – Emergence/Part 4 – Evolution
- 2003 – Quantum: Part 1 – Once Upon a Time/Part 2 – Special Relativity
- 2007 – Particles
- 2018 – Deja Vu: Basil Kirchin at Fairview 1965 - 2005
- 2020 - Everyday Madness

### Compilation
- 2005 – Abstractions of the Industrial North

## Colonne sonore

### Cinema
- Primitive London, 1965
- Prendeteci se potete, 1965
- La porta sbarrata, 1967
- Assignment K, 1968
- Negatives, 1968
- The Strange Affair, 1968
- I Start Counting, 1969
- L'abominevole dr. Phibes, 1971
- Freelance, 1971
- The Mutations, 1974